# Micurus affinis
Micurus affinis är en skalbaggsart som beskrevs av Stefan von Breuning 1976. Micurus affinis ingår i släktet Micurus och familjen långhorningar.
Artens utbredningsområde är Madagaskar. Inga underarter finns listade i Catalogue of Life.